# Gambas
Gambas是一个面向对象的BASIC语言分支和一个附带的IDE，能在Linux以及其他类Unix系统计算机操作系统中运行。它提供一个与Visual Basic相似的用户体验。Gambas被设计成为一个针对迁移到Linux平台上Visual Basic开发者的Visual Basic替代产品。
'Gambas'是Gambas Almost Means Basic的递归缩写。Gambas在西班牙语中是表示虾，这也是Gambas标志的由来。
Gambas在1999年由Benoît Minisini在巴黎开始开发，Gambas是自由软件，在GNU通用公共许可证下发布。

## 功能
使用Gambas，开发者能够：
- 使用数据库，例如MySQL或PostgreSQL
- 建立KDE（QT）和 GNOME GTK+程序通过DCOP
- 转化原有的Visual Basic程序并使之在Linux上运行
- 开发网络解决方案
- 创建CGI网页应用程序

Gambas被设计用以开发图形用户界面应用程序，使用Qt或GTK+工具包。Gambas IDE也是用Gambas自己写成的。Gambas包括一个用以帮助创建用户界面的GUI设计工具。

## 与Visual Basic的不同
虽然Gambas的目标是能和Visual Basic实现轻松过渡，但两者之间也存在一些重大的区别。例如，Gambas处理数组是从0开始（0..n-1），而Visual Basic则可以从0或1开始到但到n结束

## 开发
如果要运行用Gambas开发的程序，需要Gambas运行时环境。
Gambas被许多Linux发行版的软件库收录。有一个Windows版本的Gambas能勉强运行在Cygwin环境中，但图形应用程序不能在Windows中工作。